# Doctor Psycho
El Doctor Psycho (cuyo nombre real es Edgar Cizko), es un personaje ficticio, creado para la editorial DC Comics como enemigo de la Mujer Maravilla, introducido por primera vez para los lectores de historietas en la década de 1940 por el creador de la Mujer Maravilla, William Moulton Marston. Desde entonces, ha sido objeto de varios cambios de menor importancia en los últimos años, especialmente con las diferentes continuidades que se han manifestado en el Universo DC a través de los años, haciéndole muchos cambios y haciéndolo también un personaje que ha ido evolucionando con los años. En las primeras apariciones, el Doctor Psycho demostró tener un dominio sobre lo oculto y ser capaz de aprovechar las energías sobrenaturales. Desde 1987, tras la Crisis en las Tierras Infinitas, ha sido presentado como un poderoso telépata. A pesar de los cambios, el Doctor Psycho ha sido consistentemente retratado como una persona que padece una serie de enfermedades mentales (que van desde la obsesión hasta la locura en todo sentido de la cordura), siendo de estatura baja y con un odio misógino irracional hacia las mujeres. El Doctor Pyscho, debutó en las páginas de Wonder Woman Vol. 1 #5 (julio de 1943).
Hizo su debut en la animación como un habitual en Harley Quinn, con la voz del actor y comediante Tony Hale.

## Antecedentes
El personaje del Doctor Psycho fue creado por William Moulton Marston, que también creó a la Mujer Maravilla y fue el autor de sus originales aventuras. Marston, psicólogo e inventor, creó al Doctor Psycho como a un asesino psicópata con un intenso odio hacia las mujeres. El personaje fue creado inspirado en parte por el actor Lon Chaney ("El hombre de las mil caras") y en parte por el asesor de grado donde se graduó William Moulton Marston, Hugo Münsterberg, del cual se oponía al sufragio y al feminismo de las mujeres, y estaba de acuerdo con la metafísica. El Doctor Psycho también fue uno de varios villanos creados para la Mujer Maravilla que se caracterizaban por ser ocultistas, que seducía a las masas para sus propios fines de autoenriquecimiento.
A medida que los villanos de la Mujer Maravilla y su elenco eran deshechos en gran parte durante el período en el cual, Robert Kanigher escribió y editó sus historias, el Doctor Psycho seguía siendo uno de los pocos villanos que solía aparecer entre las aventuras de la edad de oro, la edad de plata y la edad de bronce. El personaje fue también uno de los pocos villanos que se modernizaron entre las primeras historias Post-Crisis.

## Biografía ficticia sobre el personaje

### EtapaPre-Crisis
El Doctor Psycho apareció por primera vez como un peón del supervillano conocido como el "Duque del Engaño". Ares, el dios de la guerra, se enfureció porque las mujeres iban ganando poder entre la sociedad en la Tierra y potencialmente amenazaban su capacidad para envolver al mundo en la guerra, ordenó al engaño para que desacreditara a las mujeres. Engaño utilizó a su peón, el Doctor Psycho, el cual, debido a su odio hacia las mujeres, que se encargara de separar y/o eliminar a cualquier mujer que se opusiera a la guerra.
A través de un flashback, se reveló que el Doctor Psycho había sido un estudiante de medicina, que con frecuencia había sido humillado por sus compañeros (haciéndole bullying). Descubrió que su prometida Marva Jane Gray estaba enamorado del campeón de atletismo universitario, Ben Bradley. Este para conseguir el amor de Marva, planeó que expulsaran a Psycho de la Universidad, haciéndole parecer culpable del un robo de una radio de 125 000 dólares, parte de los laboratorios de la Universidad. Logrando así su cometido y que Marva pensara que fue el verdadero culpable.
Condenado sobre la base del testimonio de Marva, Psycho se sintió contrariado estando tras las rejas durante años, planeando su venganza, mientras que desarrolló un intenso odio hacia todas las mujeres. Tras su liberación, torturó y mató a Bradley, confesándole falsamente que Marva era su cómplice. Psycho secuestro y torturó a Marva, al convencerle al hipnotizarla para que se casara con él, posteriormente, diariamente la sometió a experimentos de ciencias ocultas.
Al enterarse de que él podría utilizar a Marva como un medio para convocar ectoplasma con el que podía utilizar a su voluntad y reanimar a formas humanas a sus servicios para ayudarlo a pesar de su deforme cuerpo, creó una nueva carrera propia como un falso ocultista y un falso psíquico, permitiéndole desarrollar un séquito de millones de seguidores.
A instancias del mismísimo Duque del Engaño, usó su fama como ocultista para hacer una campaña para detener y acabar la influencia de las mujeres, a partir de sus esfuerzos para apoyar la guerra, mediante la creación de una forma ectoplásmica al utilizar una falsa imagen de George Washington, que afirmaba que las mujeres estaban dificultando el esfuerzo de la guerra. También se disfrazó como el Coronel Darnell de inteligencia militar para enmarcar al personal femenino de la Agencia Inteligencia Militar de Espionaje y lograr intentar limitar funciones a las mujeres en la agencia.
Con ayuda de Steve Trevor y chicas del Holliday College, la Mujer Maravilla acabaron con sus planes, pero se vieron obligados a dejarlo ir, puesto que no pudieron probar cualquiera de sus crímenes en un tribunal de justicia. El Doctor Psycho entonces enfocó su odio patológico sobre las mujeres en fantasías de venganza contra la Mujer Maravilla.
Liberado de la influencia de Psycho, Marva se unió a los WAACs y ayudó a la Mujer Maravilla logró exponer al saboteador nazi Stoffer, que se había estado disfrazándose del general Scott.
Psycho finalmente sería encarcelado, sin embargo lograría escaparse al fingir su propia muerte, volviendo a secuestrar a Marva y luego a su exsecretaria, Joan Blanc, utilizando sus conocimientos de lo oculto al crear energía ectoplasmática. Se encontraría con Etta Candy en los tribunales, estando disfrazado, pero antes de actuar contra Etta su identidad fue revelada por el pretendiente de Etta, Oscar Sweetgulper y sería arrestado, volviendo a prisión.
En la Edad de Oro, Psycho tenía un hermano, un hombre fuerte que era un brillante geólogo, que resultó también un villano llamado Ironsides; Junto con su hermano, inventaron un gigante disfraz de Hierro. Sin embargo, en esta ocasión no utilizó sus poderes.
Psycho finalmente se dio cuenta de que podía utilizar a Steve Trevor como un medio para acercarse a la Mujer Maravilla. Al secuestrar a Trevor, creó a un ser ectoplásmico poderoso de Steve Trevor con mente inconsciente, convirtiéndose en el poderoso Capitán Wonder, con el que se asociaría con Silver Swain para destruir a la Mujer Maravilla. Su forma poderosa fue destruida cuando Trevor despertó de su estado letárgico.
Durante los acontecimientos previos a la Crisis en las Tierras Infinitas, Cuando el Monitor estaba probando tanto héroes como villanos, estableció que el Doctor Psycho recuperara la maquinaria ectoplásmica de la inteligencia militar estadounidense y luchara contra varios villanos de la Mujer Maravilla, pero serían derrotados por un equipo combinado entre la Mujer Maravilla y Etta Candy, que utilizarían la máquina ectoplasmática para crear a una versión de sí mismas superpoderosas junto a otra versión modelada de la Mujer Maravilla.

### EtapaPost-Crisis
Con la nueva etapa, Ahora sería descrito como un poderoso telépata que tiene la capacidad de entrar y dar forma de vez en cuando a los sueños de otras personas. Psycho fue reclutado por Circe para crear sueños perturbadores para el amigo más cercano de Marvila, Vanessa Kapatelis, con el resultado en el que la Mujer Maravilla se vería obligada a separarse de sus aliados más cercanos. Esto era parte de un plan destinado sacar a la Mujer Maravilla y quedase aislada y crear miedo pánico generalizado de sus compañeras Amazonas. Más tarde, Psycho ayuda a deformar psique dañada de Kapatelis para convertirla en la nueva Silver Swain.
Los Planes del Doctor Psycho serían frustrados por lo que posteriormente pasaría algún tiempo como paciente de una institución mental, confinado a una habitación acolchada y con una camisa de fuerza. Cuando varios miembros del equipo perdido en el tiempo de la Legión de Superhéroes estaban en un rango telepático, Saturn Girl gritaría mentalmente a un miembro perdido, esto despertó al Doctor Psycho un poder suficiente para que pudiera atacar a varios miembros del personal y así poder escapar. La llamada telepática que le hace la Legión, también termina atacándolos.

#### Villanos Unidos
En la miniserie tie-in de Crisis Infinita, Villanos Unidos, el Doctor Psycho emergió como miembro principal de la Sociedad Secreta de Supervillanos de Alexander Luthor Jr., quién se encontraba trabajando al lado de Talia al Ghul, el recluta a varios supervillanos para la Sociedad, siendo rechazado por Catman, y que exitosamente Psycho rechaza. Sin embargo, este amenaza a Catman para que se suicide. La presencia de unos leales Leones pertenecientes a Catman convence a Psycho que podría ser comida de sus leones si obliga a que Catman a que este se provoque daños que le puedan causar la muerte. Este rechazo lo irrita, provocándose asimismo muchas quejas posteriormente. También pasaría tiempo trabajando con Deathstroke con el fin de capturar a un miembro de los superhéroes de la Familia Marvel. Otros miembros de la Sociedad dan cuenta de que Psycho está tratando de influir mentalmente en ellos. Sin embargo, no se ven afectados, puesto que era de esperarse ya que prefieren ignorarlo.

#### Crisis Infinita
Después de los acontecimientos del #6 de la historieta de la serie limitada del evento conocido como Crisis Infinita, Psycho viaja con Warp a liberar a Doomsday del cautiverio en el centro de la Tierra donde se encontraba preso. Toma el control de Doomsday, y lo utiliza para encabezar el asalto de los supervillanos en Metropolis. Sin embargo, los villanos pierden esta batalla.

#### Un año después
Un año después, el Doctor Psycho es arrestado y llevado a juicio con Kate Spencer (Manhunter) como su abogado defensor. Tras su detención, es abandonado por la Sociedad. Durante el juicio, usa su mente para controlar sus habilidades para hacer que Spencer sueñe que ella misma aparezca vestida como la Mujer Maravilla en una escena que le recuerda a un Coliseo romano. Antes de que el veredicto pueda ser revelado, sus poderes terminan en contra suya, como resultado de su vínculo con la sociedad que habían construido una máquina que bloqueaba su poder mental. Él usa su telepatía para mantener a la gente en una sala con rehenes.
Esto obliga a Spencer a que trate de ponerse el uniforme, sino que además termina por revelarse ante el Doctor Psycho como Manhunter. Psycho entonces hace Kate se pusiera su traje, pero baja la guardia para que ella le de un beso, lo que resulta que él se apuñale en el estómago y en la cabeza. Esto hace que se olvide del alter ego de Kate y pierda sus poderes.

#### Seis Secretos Vol. 2
El Doctor Psycho últimamente demostraría que todavía tiene una posición de autoridad en la miniserie de los Seis Secretos con la Sociedad. Estuvo trabajando con el antiguo enemigo de Vandal Savage, Cheshire, y contrató a villanos para que pagara el acceso a otros seis miembros de los Seis Secretos. En el último número de Secret Six (diciembre de 2006), es apuñalado varias veces y es gravemente herido por el Mad Hatter.
Reaparece con sus poderes restaurados y amplificados por Circe en el cómic de la serie de la Mujer Maravilla en 2006. Él estaba ayudando Cheetah y a Giganta.
En la portada del Vol. 2 #13 de Justice League of America, el Doctor Psycho aparece como miembro de la última Liga de la Injusticia.

#### Crisis Final
Durante los acontecimientos del evento conocido como Crisis Final, Genocidio fue enviado a la sede principal de la DMA (Departamento de Asuntos Metahumanos) para rescatar al Doctor Psycho, que está cautivo allí.

### Los Nuevos 52/DC: Renacimiento
Los nuevos 52 (Un reinicio editorial de la continuidad del Universo DC), Doctor Psycho aparece por primera vez en las páginas de la historieta de Superboy; en esta ocasión, es representado como un estafador psíquico que practica una serie de sesiones psíquicas, usando su telepatía para poder robar las identidades de sus clientes en Manhattan. El propósito de este disfraz es para esconderse de H.I.V.E., que están cazando a aquellos que posean habilidades telepáticas. Durante la primera vez que se encuentra con Superboy y justo después de enterarse de la presencia de alienígenas en la ciudad, su forma astral es traída de manera involuntaria, quedando atrapado temporalmente en la mente de Superboy, que está luchando contra Plasmus.
Tras enterarse del origen de Superboy, que incluso sigue siendo desconocido para Superboy, intenta ser su amigo. Los dos son atacados por agentes de H.I.V.E., a quién derrotan. Ellos forman una alianza contra la organización. Durante su investigación, encuentran a una chica con poderes psíquicos llamada Sarah, y sus poderes se manifiestan invocando a una entidad Psíquica llamada Decay. Esta entidad y la chica habían sido objeto de experimentación con anterioridad por parte de H.I.V.E.
Volvería a aparecer en las páginas del cómic de los Teen Titans Vol.4 #11, donde se encuentra en la prisión Stryker de Metropolis hablando con Psimon. Luego reaparecería en Teen Titans Vol.4 #13, en el que está tratando de obtener los poderes de Raven, pero accidentalmente en su mente pierde contra el poder de Raven, donde casi resulta muerto.

#### Trinity War
Más tarde, durante los acontecimientos de la serie limitada la "Trinity War", Superman pregunta a Question por un recorte de periódico en el que indica porqué el Doctor Psycho fue visto en Kahndaq el día en que el Doctor Arthur Light murió. Superman, Question, y la Liga de la Justicia sigan las pistas del Doctor Psycho. Superman, Question, y los otros llegan a Pittsburgh para enfrentarse al Doctor Psycho. Detective Marciano analiza la mente del Doctor Psycho y se entera de que le enviaron a Kahndaq por la Sociedad Secreta, pero no hace nada para controlar la mente de Superman.

#### Forever Evil
Durante los acontecimientos del crossover "Maldad Eterna", el Doctor Psycho es uno de los villanos reclutados por el Sindicato del Crimen para unirse a la Sociedad Secreta de Supervillanos. vuelve a aparecer en las páginas del cómic de la Liga de la Justicia Vol.2 #29, siendo enviado por la Sociedad Secreta de Supervillanos con los Cinco Temibles y Hector Hammond para luchar contra Cyborg y los Hombres de Metal. Es derrotado por la Unidad Oro.

## Poderes y habilidades
Doctor Psycho es un experto ocultista, y utiliza poderes psiónicos para traumatizar y aterrorizar a aquellos que se interpongan en su camino. En sus anteriores apariciones anteriores a la crisis, fue hipnotizador experto, además de tener un amplio conocimiento en la ciencia de lo oculto, al utilizar de sus víctimas la creación de ectoplasma en el mundo físico, el cual creaba diversos seres y disfraces.
Para la continuidad de Los Nuevos 52, Doctor Psycho posee habilidades psíquicas como la telepatía, control mental, proyección astral, telequinesis, levitación, proyección de explosiones destructivas de energía psiónica y creación de construcciones de energía psiónica que utiliza como armadura, aunque Edgar ha declarado que posee cada poder psionico hace que sea inimaginable. Sin embargo, él no posee la energía necesaria para usar sus habilidades al máximo. Si puede superar dicha debilidad al estar conectado con un sinfín de energías mentales de otras personas con poderes psíquicos tales como los de Superboy.

## Otras versiones

### All-New Batman: The Brave and the Bold(historieta)
- Apareció en la historieta de All-New Batman: The Brave and the Bold la historieta basada en la serie de dibujos animados Batman: The Brave and the Bold. Fue visto con los otros villanos de la Mujer Maravilla como el Amoeba Man, el Hombre Ángulo, Blue Snowsman, Cheetah, Crimson Centipede, Fireworks Man, Giganta, Mouse Man, y Paper Man), junto a un conglomerado de villanos de Batman, frustrando la boda entre Batman y la Mujer Maravilla. Fueron derrotados rápidamente por los esfuerzos conjuntos de la Liga de la Justicia y las Amazonas de Temiscira.[24]

### Mujer Maravilla 77
- El Doctor Psycho aparece en el segundo arco de la historieta basada en la serie de televisión de la Mujer Maravilla, aunque no tiene ninguna aparición en la serie de televisión. Doctor Psycho escapa una institución mental y secuestra a la Mujer Maravilla. Usando sus máquinas telepáticas, convence a Diana de que ya no es la Mujer Maravilla. La superheroína escapa de su laberinto mental y derrota al Doctor Psycho y a sus ilusiones, devolviéndolo a la institución mental.[25]

## Apariciones en otros medios

### Televisión
- "Doctor Psycho" es el título del cuarto episodio de la cuarta temporada de la serie de televisión Orange Is the New Black. Dos personajes intercambian diálogos sobre Wonder Woman, y uno de los personajes más tarde se refiere a otro como Doctor Psycho, a lo que el otro responde "¡el que odia a las mujeres!"
- Doctor Psycho aparece en el episodio de Powerless, "Emergency Punch-Up", interpretado por un Ronnie Zappa no acreditado. En el programa, aparece como sujeto de un documental sobre supervillanos. Más tarde, un periodista cuenta la historia de que el Doctor Psycho ha liberado un gas peligroso que hace que Wayne Security se bloquee hasta que se pueda dar el visto bueno.
- Doctor Psycho hizo su debut animado como un personaje regular en la serie animada para adultos Harley Quinn del Universo DC, con la voz de Tony Hale.[26] Según la descripción del personaje, él es "un enano misógino enojado con telequinesis" rechazado por otros supervillanos después de llamar a Wonder Woman y Giganta, "la palabra C" en la televisión en vivo. Estaba casado con esta última y tienen un hijo adolescente aparentemente normal llamado Herman (con la voz de Mark Whitten), pero Giganta se divorcia de él después de enterarse de que usó su control mental para hacer que ella lo amara, tomando la custodia de Herman. Después de ser expulsado de la Legión del Mal por Lex Luthor como resultado de lo sucedido, Psycho une fuerzas a regañadientes con Harley Quinn para poder regresar al mundo de los supervillanos.[27] En el episodio "Eres un maldito buen policía, Jim Gordon", Psycho y Hiedra Venenosa buscan vengarse de una personalidad en línea llamada Cowled Critic después de que él los calumnió, solo para descubrir que es Herman, quien está amargado por el abuso de su padre. El Doctor Psycho explica que estaba tratando de inspirar a Herman a convertirse en un supervillano y admite que está orgulloso de su hijo por criticar a los supervillanos; permitiéndoles reconciliarse. Mientras permaneció al lado de sus nuevos aliados durante la mayor parte del programa, en el episodio "Inner (Para) Demons", Psycho se enfurece con Harley después de que ella gana el control de un ejército de Parademonios de Darkseid, solo para ceder el control de ellos. Abandona la tripulación para poder vengarse de Harley y conquistar la Tierra por sí mismo, comenzando por Gotham City. En "Dye Hard", se asoció con El acertijo y lo libera de la custodia de la tripulación de Harley para ayudarlo a robar un casco de control mental para fortalecer sus poderes y poder esclavizar a los Parademonios que quedan en Gotham. Logra conquistar Gotham, pero no logra matar a Harley debido a que Sy Borgman se sacrificó para ayudarla a escapar. En "Una pelea por la que vale la pena luchar", Psycho llega a un acuerdo con Darkseid para matar a Harley a cambio de un ejército lo suficientemente grande como para apoderarse del mundo, y esclaviza a Hiedra Venenosa; enviándola a matar a Harley. Psycho también le cuenta a Darkseid cómo sufre de un complejo de Napoleón desde que era un niño, ya que no se le permitió montar una noria debido a su baja estatura, y que decidió convertirse en un villano después de que la noria colapsara y se diera cuenta de que disfruté viendo sufrir a otras personas. En "Lovers 'Quarrel", Psycho es derrotado por los esfuerzos combinados de Harley, Ivy, después de que ella se libere de su control y la Liga de la Justicia, pero toma represalias mostrando el recuerdo de Ivy de haber tenido relaciones sexuales con Harley a todos en Gotham para avergonzarlas. Posteriormente fue enviado a Arkham Asylum al final de la segunda temporada, "The Runaway Bridesmaid".

### Videojuegos
- Aparece en DC Universe Online. Se le considera miembro de la Sociedad Secreta de Supervillanos y se le muestra dirigiendo una instalación experimental dentro del Hospital General de Metropolis financiada por LexCorp. También había usado Kryptonita para capturar a Supergirl con el fin de estudiar su ADN para Lex Luthor. Los jugadores derrotan al Doctor Psycho y liberan a Supergirl. En la campaña de villanos, los jugadores ayudan al Doctor Psycho a capturar a Supergirl.
- En el videojuego Scribblenauts Unmasked: A DC Comics Adventure es uno de los miles de personajes que pueden ser convocados por el jugador.

### Varios
- Aparece en un flashback de Teen Titans Go! # 54.
- Aparece en la serie de cómics All-New Batman: The Brave and the Bold (que se basa en la serie animada del mismo nombre). Fue visto con los otros villanos de Wonder Woman (que consisten en Amoeba Man, Angle Man, Blue Snowman, Cheetah, Crimson Centipede, Fireworks Man, Giganta, Mouse Man y Paper-Man) mientras ellos, junto con una variedad de villanos de Batman, estrelló la boda entre Batman y Wonder Woman. Fueron derrotados rápidamente por los esfuerzos conjuntos de la Liga de la Justicia y las Amazonas de Themyscira.[24]

### Libros
- Doctor Psycho lucha contra Wonder Woman en Dr. Psycho's Circus of Crime por Paul Kupperberg publicado por Capstone como parte de su línea DC Super Heroes de libros ilustrados para niños.[28]